# 레트로액티브
《레트로액티브》(영어: Retroactive)는 미국에서 제작된 루이스 모노 감독의 1997년 액션, SF, 스릴러 영화이다. 카일리 트래비스와 제임스 벨루시 등이 주연으로 출연하였고 데이비드 빅슬러 등이 제작에 참여하였다.

## 출연

### 주연
- 카일리 트래비스 - 카렌
- 제임스 벨루시 - 프랭크

### 조연
- 샤논 위리 - 레이안
- 프랭크 월리 -  브라이언
- 제스 보레고 - 제시
- 가이 보이드 - 남자 아이의 아버지
- 셔먼 하워드 - 경찰
- M. 에멧 월쉬 - 샘

## 기타
- 제작부: 제스 도넬리
- 제작부: 켈리 펠드소트 레이놀즈
- 라인프로듀서: 캔다스 베치
- 미술: 필립 듀핀
- 의상: 알렉산드라 웰커
- 배역: 미쉘 랭

## 한국판 성우진(MBC)
- 박선영 - 카렌(카일리 트래비스)
- 박지훈 - 프랭크(제임스 벨루시)
- 김태훈 - 샘(M. 에멧 월쉬)
- 이인성 - 경찰(셔먼 하워드)
- 김영선 - 브라이언(프랭크 월리)
- 김아영 - 레이안(샤논 위리) / 남자 아이의 엄마(크리스티나 코긴스)
- 오주연 - 남자 아이(로비 티바웃 주니어)
- 이상훈 - 남자 아이의 아버지(가이 보이드)
- 최한 - 제시(제시 보레고) / 프랭크의 친구(로저 클린턴 주니어)

## 반응
리뷰 애그리게이션 웹사이트 로튼 토마토의 평점은 7개 리뷰 기반으로 57%이며, 평균 5/10이다.